# Domenico Carbone-Grio
Domenico Carbone Grio (Tresilico, 4 maggio 1839 – Reggio Calabria, 4 ottobre 1905) è stato un patriota, giornalista e saggista italiano.

## Biografia
Nacque a Tresilico, in provincia di Reggio Calabria, il 4 maggio 1839. Studiò dapprima, come tanti altri coetanei, presso il Seminario Vescovile di Oppido Mamertina. Completò il corso degli studi a Reggio, presso i Gesuiti, conseguendo la licenza in "diritto". Dopo l'Unità d'Italia si laureò a Napoli in "Lettere e Filosofia". Durante il soggiorno nell'ex capitale del Regno delle Due Sicilie strinse amicizia con diversi intellettuali e scrittori famosi come, ad esempio, il francese Alexandre Dumas padre.
Fu un patriota, fervente garibaldino, amico della famiglia Romeo e soprattutto del medico e deputato Stefano, oltre che del compagno d'armi Giovannandrea Romeo jr. (figlio di Domenico Romeo, capo dei moti del 2 settembre 1847 e prima vittima della reazione borbonica), dei fratelli Plutino e di tanti altri patrioti che combatterono per l'Unità d'Italia. Partecipò attivamente all'impresa garibaldina, distinguendosi nelle battaglie di Calatafimi e Milazzo. Fu nominato, per il suo valore, prima capitano di un battaglione garibaldino e poi comandante del corpo "Cacciatori d'Aspromonte". 
Nel 1862, quando il gen. Cialdini lo convocò sopra Santo Stefano d'Aspromonte per procedere all'arresto di Giuseppe Garibaldi, Carbone-Grio si dimise per non tradire il suo amico generale.
Chiusa definitivamente la parentesi militare, Domenico Carbone-Grio si dedicò al giornalismo ed alla pubblicazione di saggi su argomenti di storia locale. 
Nel 1874 fondò e diresse il periodico "Caio Verre: giornale dei contribuenti", che difendeva i "tartassati" dall'erario e polemizzava contro la politica fiscale della "destra storica". Tant'è che il governo di Roma avviò una <<feroce persecuzione contro questo giornale e contro il suo direttore>>, sino a quando l'anno successivo, ossia nel 1875, cessarono le pubblicazioni dello scomodo periodico.
Nel 1883 decise di partecipare attivamente alla vita politica reggina e divenne consigliere comunale. Fu eletto in una lista composta da democratici ed ex garibaldini di tendenze massoniche. Quattro anni dopo, nel 1887, fu eletto al Consiglio Provinciale. Non riuscì, invece, a farsi eleggere al Parlamento Italiano, avendo mancato lo scranno di deputato per pochi voti.
Nel 1889 decise di ritirarsi dall'attività politica e di interessarsi della locale "Camera di Commercio" in qualità di Segretario dell'Ente. Un ruolo che più si confaceva con i suoi studi e i suoi interessi per l'economia. 
Nel 1903 tentò nuovamente l'avventura giornalistica e fondò "Il Commercio", periodico politico-amministrativo, che aveva per sottotitolo: "Organo ufficiale per gli atti della Camera di Commercio di Reggio Calabria".
Nonostante tutti questi impegni, riuscì a dedicarsi all'insegnamento, prima di francese e poi di lettere, presso il Liceo-Ginnasio "Tommaso Campanella" di Reggio. In ogni campo dimostrò - come osserva il Cingari - una notevole personalità culturale. Ma fu anche un "economista di rilievo nazionale". Probabilmente anche perché rimase celebre la sua dura polemica con il ministro Quintino Sella, autore della "famigerata" <<tassa sul macinato>> e responsabile dell'eccessiva pressione fiscale che gravava pesantemente sui ceti più deboli, soprattutto del Mezzogiorno.
Fu autore di numerose pubblicazioni, oltre che di articoli su giornali, tra cui il volume su I terremoti di Calabria e Sicilia nel secolo XVII, che ottenne un buon successo anche tra gli addetti ai lavori.  Sempre nella stessa città della Fata Morgana concluse la sua attività di docente., impartendo lezioni di italiano e storia, presso l'Istituto Tecnico per Ragionieri.
Morì a Reggio Calabria il 4 ottobre del 1905.

## Opere di Domenico Carbone Grio
- Sull'arte del disegno nella Magna Grecia, Reggio Calabria, s.n.t., 1869.
- Il canto dei Titani, Reggio Calabria, Siclari, 1869.
- Ferrovia Reggio-Rosarno, Reggio Cal., Romeo 1874.
- Le caverne del Subappenino ed i resti del Glaciale in Calabria, Reggio Cal., Romeo, 1877.
- Nubrifagio, Reggio Cal., Ceruso, 1880.
- Casamicciola, Reggio Cal., Ceruso, 1883.
- Cenni delle prime immigrazioni dei Calcidesi, Reggio Cal., Ceruso, 1884.
- Le condizioni economiche della Provincia di Reggio Calabria. Relazione sull'andamento dell'Industria e del Commercio nell'anno 1888, Reggio Cal., Stamp. "Del Progresso", 1888.
- I terremoti di Calabria e Sicilia nel secolo XVIII, Napoli, De Angelis, 1884.
- L'evolution de la proprieté rurale et les crises agricoles, Reggio Calabria, Morello, 1889.
- Le condizioni economiche della Provincia di Reggio. Relazione… etc. anno 1890, Reggio Calabria, “Camera di Commercio”, 1891.
- Sul  piede d'Italia, Reggio Cal., “Camera di Commercio”, 1897.
- Gli eroi calabresi caduti a Vigliena o sul patibolo, Reggio Calabria, Morello, 1899.
- Le fonti mitiche e storiche dello Xiphias di Diego Vitrioli, Reggio Calabria, Morello, 1901.
- Il canonico Pellicano, Napoli, Ceruso, [1902?].
- Monasterace o Montesterace?, in “Rivista Storica Calabrese”, A. I, 1903, pp. 56-58.
- Memorie d'un garibaldino, [manoscritto inedito]

### Fonti
- Archivio Storico Comunale, f. Atti del Consiglio Comunale, anni 1882-1900;
- Archivio di Stato di Reggio Calabria, fondo Elezioni Politiche, 1882-1900;
- Annuari Liceo Classico "Tommaso Campanella" di Reggio Calabria.

### Scritti su Domenico Carbone Grio
- Luigi Aliquò Lenzi, Domenico Carbone Grio. Lettura dalla Cattedra di Storia letteraria calabrese alla Biblioteca Comunale di Reggio Calabria: il 28 gennaio 1932, Reggio Calabria, Tip. "Fata Morgana", 1932.
- Luigi Aliquò Lenzi, Filippo Aliquò Taverriti, Gli Scrittori Calabresi: dizionario bio-bibliografico, Reggio Calabria, Tip. Editrice "Corriere di Reggio", 1955, vol. I.
- Paolo Pellicano, Memorie della mia vita, Napoli, Morano, 1887.
- Gustavo Valente, Dizionario bibliografico, biografico, geografico, storico della Calabria, Chiaravalle C., Frama's, 1991, vol. III, pp. 136-137.
- Gaetano Cingari, Reggio Calabria, Roma-Bari, Laterza, 1988, ad vocem.
- Domenico Coppola,La figura e l'opera di Domenico Carbone Grio, patriota e studioso, VI Incontro promosso dall'Associazione Culturale "Anassilaos", in Memorie degli Uomini illustri di Reggio, Reggio Calabria, Libreria "Culture".
- Pantaleone Sergi, Quotidiani desiderati. Giornalismo, editoria e stampa in Calabria, Memoria, Cosenza, 2000.
- Maria Ascone, Francesca Laganà, Domenico Romeo, Anna Maria Saccà, La Stampa Reggina dal 1817 al 1899; presentazione di Maria Luisa Spanò, pubblicazione del Comune di Reggio Calabria, Assessorato alla Cultura - Biblioteca Comunale "Pietro De Nava", Reggio Calabria, "Artemis", s.d., [ma 2005].
- Domenico Romeo, Personaggi illustri di Reggio e del reggino (dal sec. XVI al XX), Reggio Calabria, Tipolit. Iiriti, 2006.
- Carmela Grasso, Biografie di personaggi noti e meno noti della Calabria, Cosenza, Pellegrini, 2009.